# Heudorf (Scheer)
Das Dorf Heudorf, ursprünglich: Heudorf bei Mengen, auch Mengisch-Heudorf, ist ein Ortsteil der Stadt Scheer im Landkreis Sigmaringen.

## Geographie
Man geht davon aus, dass sich der Name des Ortes aus der topografischen Lage ableitet. Heudorf liegt mit seinen 587 m im Vergleich zu anderen Orten (Scheer 576 m, Mengen 560 m) höher.

## Geschichte

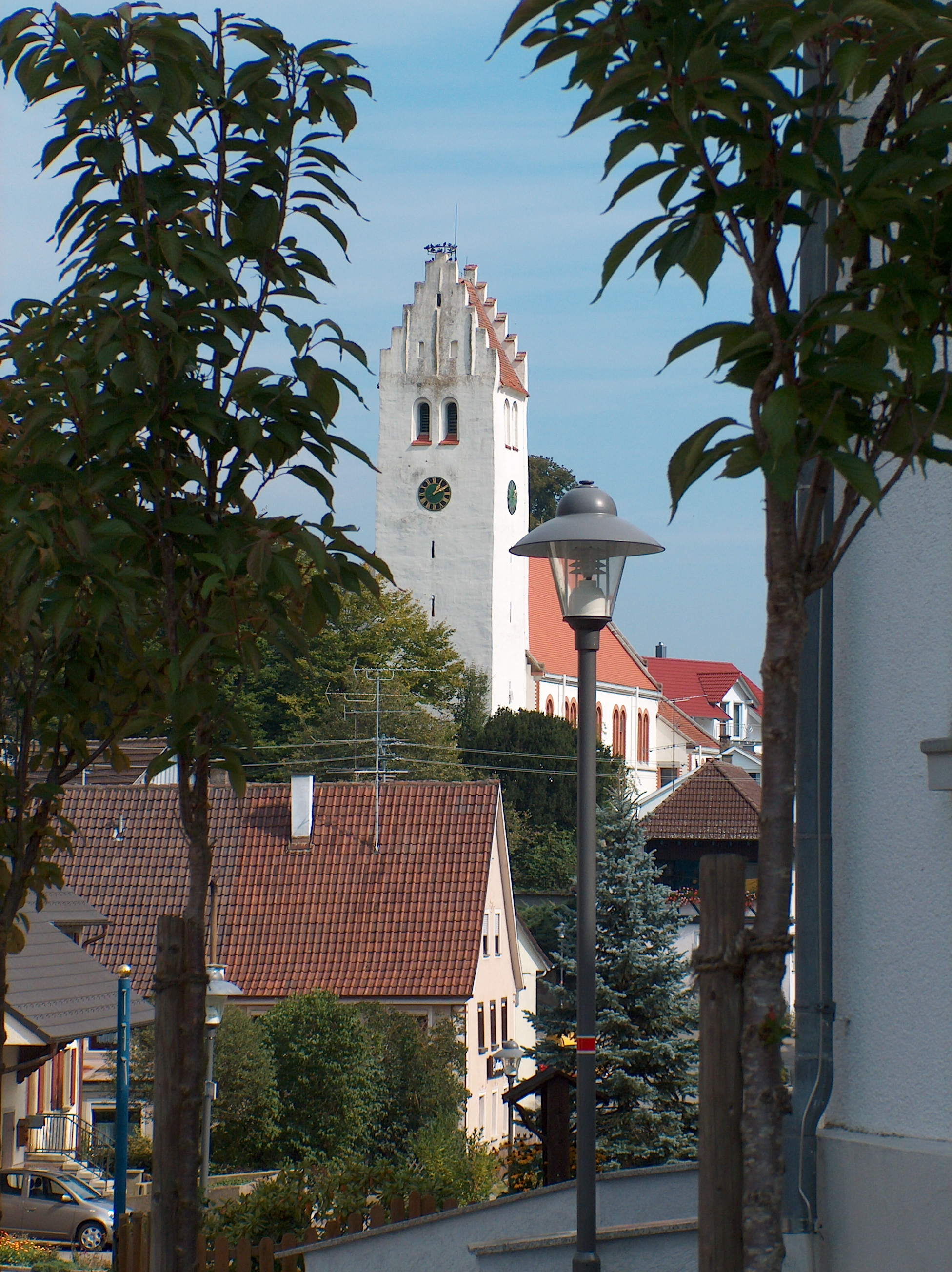
Kirche St. Petrus und Paulus in Heudorf

Die Erste urkundliche Erwähnung von Heudorf fällt in das Jahr 1231. Erste Siedlungsspuren stammen aber bereits aus der Keltenzeit. Durch die Aufteilung der Machtbereiche fiel Heudorf an den Adligen Heinrich von Montfort. Zu dieser Zeit gehörte Heudorf zum Dekanat Buchau. Kirchherr war aber immer noch Heinrich von Montfort.
Mit der Übernahme von Heudorf durch die Habsburger, aus dessen Haus auch der König stammte, herrschten die Grafen und Freiherren von Reischach. Diese Herrschaft sollte nicht lange dauern, denn bereits 1489 wurde Heudorf an das österreichische landesherrliche Spital Mengen veräußert. Seit diesem Zeitpunkt wurde das Dorf „Mengisch-Heudorf“ benannt, weniger um Verwechslungen vorzubeugen, sondern um die Eigentumsverhältnisse zum Ausdruck zu bringen. Später stößt man auch auf den Namen „Ober-Heudorf“. Damals wurden bereits ein Schultheiß und ein Bürgerausschuss gewählt, standen diese aber unter ständiger Kontrolle des Spitals Mengen durch einen Magistrat.
Mit dem verlorenen Krieg gegen Frankreich trat das Haus Österreich ganz Vorderösterreich im Frieden von Pressburg 1805 an Napoleon ab. Der Kurfürst von Württemberg, der als König anerkannt wurde, übernahm unter anderem auch Mengen. Dadurch wurde Heudorf württembergisch und gehörte nach mehreren Neuordnungen zum Donaukreis und unterstand dem königlichen Oberamt Saulgau. In einer 1829 erschienenen Ortsbeschreibung heißt es, dass Heudorf zum damaligen Zeitpunkt rund 340 Einwohner hatte. Eine Brauerei und eine Schildwirtschaft waren ansässig. Es wird auch von einem hohen, kreisrunden Hügel in der Nähe des Ortes berichtet, auf dem sich ein Schloss befunden haben soll. Auf diesem Hügel (genannt „Burgleh“) soll sich in der Tat die Hiltenburg befunden haben. Überreste zeugen davon.
Bis 1972 gehörte Heudorf dem Oberamt/Landkreis Saulgau an. Durch die Kreisreform kam Heudorf zum Landkreis Sigmaringen. Am 1. Januar 1974 wurde die Gemeinde Heudorf bei Mengen anlässlich der Gemeindereform in die Stadt Scheer eingemeindet. Seitdem ist Heudorf ein Stadtteil von Scheer.

## Politik

### Wappen
Das Wappen von Heudorf zeigt ein geteiltes Schild, oben in Gold ein grüner Eichenzweig mit drei Blättern und zwei Eicheln, unten in Grün eine dreispeichige, siebenschauflige goldene Mühlradhälfte.

## Kultur und Sehenswürdigkeiten

### Bauwerke
- Das Bürgle, auch Hiltenburg oder Burgleh genannt, ist der Burgstall einer früh- bis hochmittelalterlichen Wasserburg nordöstlich von Heudorf.